# Rotonde des Barbetti
Vous pouvez aider à l'améliorer ou bien discuter des problèmes sur sa page de discussion.
- Son contenu est rédigé entièrement ou presque à partir d'une seule source. N'hésitez pas à modifier cet article pour améliorer sa vérifiabilité en apportant de nouvelles références dans des notes de bas de page. (Marqué depuis juillet 2025)
- Certaines informations devraient être mieux reliées aux sources mentionnées dans la bibliographie ou les liens externes. Améliorez sa vérifiabilité en les associant par des références. (Marqué depuis juillet 2025)

- Archive Wikiwix
- Bing
- Cairn
- DuckDuckGo
- E. Universalis
- Gallica
- Google
- G. Books
- G. News
- G. Scholar
- Persée
- Qwant
- (zh) Baidu
- (ru) Yandex
- (wd) trouver des œuvres sur Wikidata

La Rotonde des Barbetti est un édifice à plan central, de forme arrondie, situé au centre de la place de Prato à Florence, près de la maison d'Ignazio Villa.

## Historique
Le bâtiment est composé de deux environnements, à base circulaire avec une coupole et un puits de lumière, reliés ensemble en un seul édifice, qui forment une structure unique bi-absidale.
Elle a été construite en 1847 comme siège d'expositions et de panoramas de villes italiennes à 360° (une forme de divertissement populaire à l'époque). Plus tard, elle a été achetée par Angelo Barbetti en 1863, qui en a fait une usine de production de meubles et d'ébénisterie, une activité qui l'a rendu célèbre en Italie et à l'étranger. Plus tard, le bâtiment a été utilisé comme entrepôt, il abrite aujourd'hui un restaurant et l'agence hippique.  